# Amphiprion nigripes
Amphiprion nigripes  (лат.) — вид рыб из семейства помацентровых (Pomacentridae). Достигают в длину 11 см. Окраска тела оранжево-коричневая, брюшные и анальный плавники чёрного цвета. На затылке имеется вертикальная белая полоса. На спинном плавнике 10—11 жёстких лучей и 17—18 мягких. Анальный плавник составлен двумя жёсткими и 13—15 мягкими лучами. Обитатели коралловых рифов Мальдив и Шри-Ланки, приуроченные к глубине 2—25 м. Вступают в симбиоз с актиниями Heteractis magnifica.